# Idel.Реалии
«Idel.Реалии» — русскоязычное интернет-издание Татаро-башкирской службы радио «Свобода». Публикует новости регионов Среднего и Нижнего Поволжья, колонки местных публицистов и материалы о правах человека и проблемах этнических меньшинств.

## Концепция
Согласно сайту издания, его миссия «состоит в продвижении демократических ценностей и институтов, а также прав человека путем освещения и распространения новостей там, где свободная пресса запрещена властями или ещё не укоренилась».
Большую часть материалов издания составляют региональные новости. Основной фокус делается на инфоповоды, связанные с правами человека, преследованием политических, экологических, этноязыковых и других активистов, локальными конфликтами. Сайт издания разделён на рубрики, посвящённые регионам Поволжья и прилегающих к нему территорий: Татарстану, Башкортостану, Марий Эл, Мордовии, Удмуртии, Чувашии, а также Астраханской, Кировской, Нижегородской, Оренбургской, Пензенской, Самарской, Саратовской, Ульяновской областям и Пермскому краю.
В «Idel.Реалиях» также часто публикуются материалы, связанные с тематикой этнических меньшинств, коренных народов Поволжья и всей России и их языков. В рубрике «Мнения» выходят статьи колумнистов. Также имеются отдельные рубрики для видеосюжетов, в том числе выпусков программы «Реальные люди». Для освещения национальной политики и активизма в контексте Всероссийской переписи населения создана отдельная рубрика «Перепись-2021».

## Редакция
Физически офис редакции «Idel.Реалий» располагается в штаб-квартире РСЕ/РС в столице Чехии Праге, однако значительная часть авторов живёт и работает в России и публикует новости своих регионов: Дмитрий Любимов (Марий Эл), Сергей Барков и Катерина Маяковская (Самара), Тимер Акташ (Чувашия), Тодар Бактемир (Астрахань), Карина Джамал (Татарстан), Зоя Симбирская (Ульяновск), Артур Асафьев (Башкортостан) и другие.
В качестве колумнистов «Idel.Реалий» выступают или ранее выступали основатель НОРМ Харун Сидоров, социолог Искандер Ясавеев, общественный деятель Руслан Габбасов, историки Ильнур Гарифуллин и Камиль Галеев, правозащитник Булат Мухамеджанов, журналисты Андрей Григорьев, Марина Юдкевич, Светлана Ниберляйн.

## История
Татаро-башкирская служба радио «Свобода» была создана в 1953 году в Нью-Йорке при участии эмигранта Нияза Максуди. В 1999 году у неё появился сайт «Азатлык», где публиковались новости на татарском языке в текстовом формате. 24 августа 2016 года служба запустила параллельный проект на русском языке. Его название «Idel.Реалии» отсылает к татарскому названию Волги (тат. Идел). Ещё до запуска сайта эксперты предполагали, что он будет иметь «оппозиционную направленность» и окажется интересен «альтернативной точкой зрения».
Как и все проекты РСЕ/РС, издание финансируется грантами американского Конгресса через Агентство США по глобальным медиа. На этом основании в декабре 2017 года Министерство юстиции Российской Федерации включило «Idel.Реалии» в список СМИ — «иностранных агентов». Редакция издания не согласна с этим решением властей и продолжает борьбу за отзыв этого статуса.
В 2019 году стало известно, что администрация Трампа планировала сократить расходы на зарубежное вещание, закрыв редакции «Азатлык радиосы» и «Idel.Реалии». Позднее, однако, решение было изменено, и оба издания продолжают работу по сей день.
3 декабря 2021 года Минюст России внёс журналистов издания Алину Григорьеву, Андрея Григорьева, Регину Гималову и Регину Хисамову в список физических лиц — «иностранных агентов».